# مناره (لبنان)
مناره (به عربی: المنارة) یک منطقهٔ مسکونی در لبنان است که در شهرستان بقاع غربی واقع شده‌است.